# Historisches Handbuch der jüdischen Gemeinden in Niedersachsen und Bremen
Das Historische Handbuch der jüdischen Gemeinden in Niedersachsen und Bremen ist ein Handbuch in zwei Bänden mit einem Umfang von 1.668 Seiten. Es wurde 2005 von Herbert Obenaus in Zusammenarbeit mit David Bankier und Daniel Fraenkel herausgegeben und ist im Wallstein Verlag in Göttingen erschienen. Es  beschreibt in 178 Artikeln für alle ehemaligen und noch existierenden jüdischen Gemeinden in Niedersachsen und in Bremen deren Geschichte. Diese Artikel geben auch Auskunft über die jeweiligen jüdischen Friedhöfe. Nachfolgend werden die beiden Bände gemeinsam beschrieben.

## Aufbau/Inhalt
Das Handbuch enthält auf 1.668 Seiten einen Einleitungsteil, den Lexikonteil und einen Anhang.
Der Einleitungsteil (S. 7–82) enthält vom Herausgeber Herbert Obenaus ein Vorwort (S. 7 f.) und die Artikel Zur Geschichte der Juden in Niedersachsen und Bremen (Seite 9–76) und Einführung in die Benutzung des Handbuchs (S. 77–82).
Der Lexikonteil (S. 83–1.604) enthält die Beschreibung der Geschichte von 178 jüdischen Gemeinden. Er beginnt mit Achim (S. 83–88), endet in Band I mit Hehlen (S. 816–820), beginnt in Band II mit Helmstedt (S. 821–827) und endet mit Zeven (S. 1599–1604).
Einige – ehemals größere – jüdische Gemeinden werden ausführlicher beschrieben:
- Herbert Reyer: Aurich (Seite 126–151)
- Hans-Heinrich Ebeling: Braunschweig (Seite 257–306)
- Anne E. Dünzelmann / Dieter Fricke / Hartmut Müller: Bremen (Seite 308–343)
- Sibylle Obenaus: Celle (Seite 394–421)
- Jan Lokers: Emden (Seite 533–569)
- Sibylle Obenaus: Göttingen (Seite 626–663)
- Bernhard Gelderblom: Hameln (Seite 698–720)
- Peter Schulze: Hannover (Seite 726–796)
- Peter Aufgebauer / Tamar Avraham: Hildesheim (Seite 835–870)
- Werner Meiners / Hartmut Peters: Jever (Seite 908–928)
- Rainer Sabelleck: Lüneburg (Seite 1006–1024)
- Daniel Fraenkel: Norden / Norderney (Seite 1122–1139)
- Werner Meiners: Oldenburg (Seite 1172–1196)
- Tamar Avraham / Daniel Fraenkel: Osnabrück (Seite 1196–1220)

Insgesamt 83 Abbildungen illustrieren die Handbuch-Artikel im Lexikonteil, die immer auch ein kleines Quellen- und Literaturverzeichnis enthalten.
Der Anhang enthält ein Glossar (S. 1607–1619), ein Verzeichnis der Abkürzungen (mit Erläuterungen; S. 1620–1623), ein Verzeichnis der Abbildungen (S. 1624–1628), ein Allgemeines Literaturverzeichnis zu den Handbuchartikeln (S. 1629–1636), ein Verzeichnis der Orte für die beigefügte Faltkarte (S. 1637 f.) und ein Register der Orte (S. 1639–1668) – jeweils alphabetisch geordnet.
In der beigefügten Faltkarte mit dem Titel „Die jüdischen Gemeinden in Niedersachsen und Bremen“ ist deren Zugehörigkeit zum jeweiligen Landrabbinat (Braunschweig, Emden, Hannover, Hildesheim, Kassel, Oldenburg und Stade) dargestellt.

## Andere Handbücher
- Ein vergleichbares Handbuch ist bislang nur für Westfalen und Lippe erschienen, siehe Historisches Handbuch der jüdischen Gemeinschaften in Westfalen und Lippe. Es umfasst vier Bände und erschien zwischen 2008 und 2016.
- Klaus-Dieter Alicke: Lexikon der jüdischen Gemeinden im deutschen Sprachraum. 3 Bände, 2364 Seiten. Gütersloher Verlagshaus, Gütersloh 2008, ISBN 978-3-579-08035-2; Online-Ausgabe auf: jüdische-gemeinden.de/...
  - 1. Aach – Groß-Bieberau. VIII S., 1584 Spalten, ISBN 978-3-579-08077-2.
  - 2. Großbock – Ochtendung. Spalten 1585–3164, ISBN 978-3-579-08078-9.
  - 3. Ochtrup – Zwittau. Spalten 3165–4680, ISBN 978-3-579-08079-6.

## Bibliographische Angaben
- Herbert Obenaus (Hrsg. in Zusammenarbeit mit David Bankier und Daniel Fraenkel): Historisches Handbuch der jüdischen Gemeinden in Niedersachsen und Bremen. Band 1 (Seite 1–820) und Band 2 (Seite 821–1668), Wallstein-Verlag, Göttingen 2005, 1668 S. m. 83 Abb. u. 1 Faltkarte (= Die jüdischen Gemeinden in Niedersachsen und Bremen) ISBN 3-89244-753-5

## Rezensionen
- Joachim Piper: Bis in das kleinste Dorf. Die jüdischen Gemeinden in Niedersachsen. In: Evangelische Zeitung. Nr. 27, 10. Juli 2005.
- Literatur-Report. 15. Juli 2005.
- Die ersten Juden sind Kleinhändler oder Geldverleiher. In: Walsroder Zeitung. 20. Juli 2005.